# Ле Бре, Карден
Карден Ле Бре (фр. Cardin Lebret; 1558—1655) — французский политик, государственный деятель и юрист, Член Государственного совета Франции, один из мыслителей абсолютной монархии, известный, как главный сторонник правовой основы правления кардинала Ришельё во Франции.
В 1604 году был генеральным прокурором Парижского суверенного суда, ответственного за защиту интересов короля Генриха IV в вопросах налоговых споров. Затем стал членом парламента Парижа: воплощая королевскую власть, контролировал процесс централизации Франции. Кардинала Ришельё назначил его интендантом трёх епископств Лотарингии (Меца, Туля и Вердена), а затем Нормандии.
По ключевому вопросу для абсолютистских концепций правительства, суверенитета, он заявлял, что «суверенитет не более делим, чем точка в геометрии». Его книга «О суверенитете короля, его владениях и короне», изданная в 1632 году была названа «юридическим справочником режима Ришельё».
Продолжатель идей Жана Бодена.
Его внук Пьер-Карден Ле Бре де Флакур был первым президентом парламента Прованса, другой внук - Пьер Ле Бре де Флакур, адмиралом эскадры.